# Glypthaga
Glypthaga es un género de escarabajos longicornios de la subfamilia Lamiinae. Fue descrito por Thomson en 1868.

## Especies
- Glypthaga arena Galileo, Martins y Santos-Silva, 2015
- Glypthaga lignosa Thomson, 1868
- Glypthaga monnei Audureau, 2012
- Glypthaga mucorea Martins y Galileo, 1990
- Glypthaga nearnsi Martins y Galileo, 2008
- Glypthaga paupercula (Thomson, 1868)
- Glypthaga unicolor Martins y Galileo, 1990
- Glypthaga vicina Martins y Galileo, 1990
- Glypthaga xylina (Bates, 1865)